# Mount Gorham
Mount Gorham är ett berg i Antarktis. Det ligger i Västantarktis. Argentina, Chile och Storbritannien gör anspråk på området. Toppen på Mount Gorham är 1 054 meter över havet, eller 36 meter över den omgivande terrängen. Bredden vid basen är 7,3 km.
Terrängen runt Mount Gorham är varierad. Trakten är obefolkad. Det finns inga samhällen i närheten.